# Freddy Ehlers
Freddy Ehlers Zurita (Quito, 30 de noviembre de 1945) es periodista, autor, activista, comunicador, conductor de TV y radio, productor, reportero, entrevistador, líder de opinión y político ecuatoriano. Llegó a adquirir notoriedad con su programa La Televisión como presentador y productor. En 1996 y 1998 fue candidato presidencial, y del 2002 al 2006, fue elegido legislador al Parlamento Andino, siendo precursor de grandes cambios que beneficiaron al Bloque Regional. 
Periodista por más de treinta años. Cuenta con estudios en jurisprudencia en la Universidad Central de Ecuador, y de Televisión en Holanda y Estados Unidos.
Comunicador en radio, prensa y televisión. Fue Director del Programa de Televisión Andino de la Junta del Acuerdo de Cartagena (Grupo Andino: Bolivia, Colombia, Ecuador, Perú y Venezuela) de 1980 a 1988. Fue Director y Conductor del programa periodístico y de opinión de mayor audiencia en el Ecuador “La Televisión”, entre 1990 y 2006. Ha realizado más de 1,000 reportajes y documentales, incluyendo las series NUESTRA AMÉRICA, NUESTRA AMÉRICA PARA NIÑOS, POR LOS CAMINOS DE NUESTRA AMÉRICA, EL PROYECTO DE LAS AMÉRICAS I y II, entre otros. 
En 1995 recibió el Premio Global 500 de las Naciones Unidas por la defensa del Medio Ambiente.
Parlamentario Andino por el Ecuador, elegido el 20 de octubre de 2002 con una votación del 20% en representación del Movimiento Cívico Nuevo País.
El 18 de enero del 2007, fue elegido como nuevo Secretario General de la Comunidad Andina, reemplazando a Alfredo Fuentes, quien asumió la secretaría interina en el 2006.
En el 2010, fue nombrado Ministro de Turismo en el Gobierno de Rafael Correa.
En junio de 2013, fue nombrado Secretario de Estado de la iniciativa presidencial para la construcción de la Sociedad del Buen Vivir en el Gobierno de Rafael Correa